# Tempers Creature
Tempers Creature ist eine deutsche Depressive-Black-Metal-Band aus Schwaben.
Sie wurde 2008 im schwäbischen Teil Bayerns gegründet und veröffentlichte 2013 das Debütalbum Thanatos bei Depressive Illusions Records. Anschließend folgten zwei Alben bei Sturmglanz Black Metal Manufaktur sowie ein Split-Album mit Erdenthraene bei Winterwolf Records, bevor ab 2017 Wolfmond Production das Label der Wahl war, darunter für das Album Exstinctio Luminis (2021).
Daan von Doorn von dutchmetalmaniac.com schrieb zum dritten Album Si Vis Vitam, Para Mortem (sinngemäß: „Willst Du das Leben, bereite Dich auf den Tod vor“), dass die Band Depressive-Black-Metal spiele und sich inhaltlich mit depressiven Themen, persönlichen Gedanken über Krieg sowie Paganismus auseinandersetze.

## Diskografie
- 2013: Thanatos
- 2014: Lupus Est Homo Homini
- 2015: Si Vis Vitam, Para Mortem
- 2016: Ex Abyssi Te Vocavi, Dei! (Split-Album mit Erdenthraene)
- 2017: Schwäbisch-Fränkischer Sagenschatz (Lieder aus bayerischen Landen)
- 2018: Sturm 1918
- 2019: Sögur
- 2021: Exstinctio Luminis
- 2023: Media vita in morte sumus
- 2023: Truende skygger